# Mòng két mày trắng

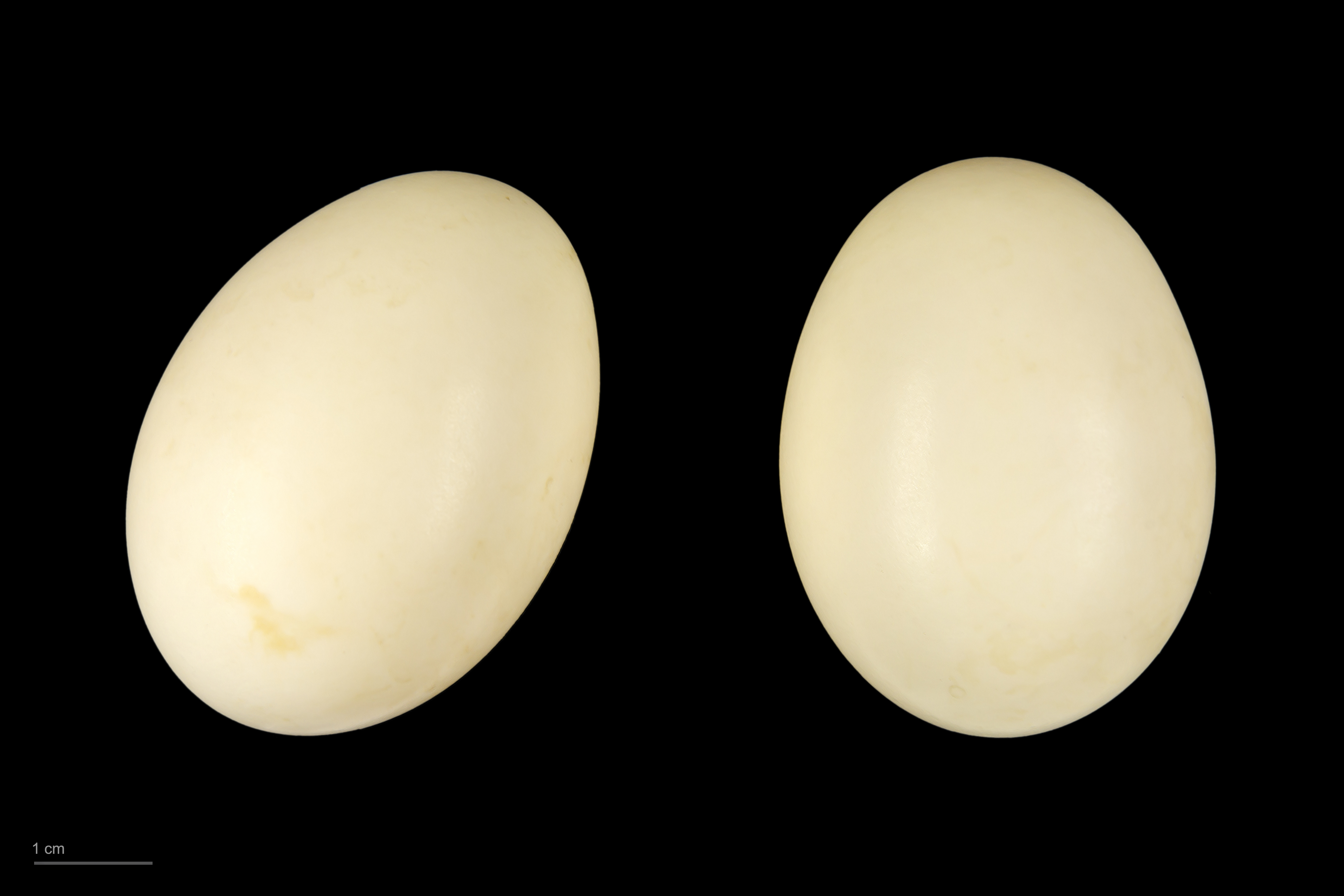
Spatula querquedula

Mòng két mày trắng (danh pháp hai phần: Anas querquedula) là một loài vịt thuộc Phân họ Vịt. Nó sinh sống ở nhiều châu Âu và Tây Á, nhưng ít di cư, với toàn bộ đàn di chuyển đến miền nam châu Phi và châu Úc trong mùa đông, nơi có những đàn với số lượng đông đảo. Loài này lần đầu tiên được mô tả bởi Linnaeus vào năm 1758 dưới tên khoa học của nó hiện tại. ở trong Phân họ Vit, loài này cất cánh một cách dễ dàng từ mặt nước với cú đảo xoắn nhanh như loài sếu.
Nơi sinh sống của chúng là các đồng cỏ gần các đầm lầy nông và các hồ nước thảo nguyên.